# جابر الزيادي
جابر الزيادي لاعب كرة قدم سعودي ، يلعب في خط الوسط.
أعاره الاتفاق إلى نادي النهضة مطلع عام 2017 و أعاره مرة أخرى إلى نادي النهضة في عام 2017 و انتقل إلى نادي النجوم في عام 2018 و انتقل إلى نادي الثقبة في عام 2019 .